# Mormia revisenda
Mormia revisenda är en tvåvingeart som först beskrevs av Eaton 1893.  Mormia revisenda ingår i släktet Mormia och familjen fjärilsmyggor. Inga underarter finns listade i Catalogue of Life.